# Phalanta propinqua
Phalanta propinqua är en fjärilsart som beskrevs av William Henry Miskin 1884. Phalanta propinqua ingår i släktet Phalanta och familjen praktfjärilar. Inga underarter finns listade i Catalogue of Life.